# آلوارو پریرا
آلوارو پریرا (انگلیسی: Álvaro Pereira؛ زاده ۲۸ نوامبر ۱۹۸۵) یک بازیکن فوتبال اهل اروگوئه است.
وی همچنین در تیم ملی فوتبال اروگوئه بازی کرده‌است.